# 松山慈祐宮
25°03′05″N 121°34′40″E / 25.051264°N 121.577661°E
松山慈祐宮，舊稱錫口媽祖廟，是位於臺灣臺北市松山區慈祐里、饒河街夜市旁的媽祖廟，其媽祖稱為「松山媽祖」，為今涵蓋松山、信義、大安、南港、內湖的錫口十三街庄的信仰中心，在清朝嘉慶、道光年間還分靈至福建省興化府仙遊縣。

## 建立由來
廟方宮誌記載，行腳僧林守義在清高宗乾隆十八年（1753年）堪輿當地後，選定坐北向南、前望四獸山、背有河川的現址興建此廟。乾隆廿二年（1757年），廟宇完工並取名為「錫口媽祖宮」。後來配合地名改制更名為「松山慈祐宮」。爾後林守義以莆田的姪子林福遠為繼嗣，其後代保有乾隆年間的錫口天上聖母聖意牌。
慈祐宮為錫口（今松山區）一帶居民的守護神，當地街道即以慈祐宮為中心來擴展。廟宇早年是涵蓋錫口街、中坡庄、五分埔庄、興雅庄、三張犁庄、車層庄、中崙庄、東勢庄、上塔悠庄、舊里族庄、西新庄與後山坡庄總共十三街庄的信仰中心，分布於現今松山區、信義區、大安區、內湖區、南港區等台北市行政區範圍內。。
慈祐宮後方原為基隆河畔的港口，船隻經過這裡下達淡水港，或上溯基隆河到汐止。松山車站建立前，挑夫會在此廟前等船送運，再由人走陸運來往艋舺，以爭取時效，因而繁華一時。

## 建築文物
慈祐宮廟址是八德路四段761號。基地六百餘坪，兩千三百餘建坪。所屬的慈祐里是饒河街一帶的頂錫、上壽、貴全這三里的合併。1980年代，饒河街改建成夜市使此地重現商機。
慈祐宮建築格局方正，呈回字型。曾經多次重修，到1915年又禮聘福州名匠全面改建，1937年接續重修，而有今廟宇外貌。廟殿為三川五門三進，龍門曰「左輔」，虎門稱「右弼」。正殿為三層重簷。簷下垂花雕刻精美，斗拱都作成網目式，色彩華麗，又安金箔。中門兩側有嘉慶年間雕刻的石獅子，呈現雄獅張嘴與母獅閉嘴的傳統，與石龍柱採用內枝外葉雕法。鐘鼓樓上以歷史典故為戲碼，像觀音普渡眾生、飛天財神送寶、媽祖、千里眼、順風耳等交趾陶為林添木徒弟葉星佑製作。廂房曾作為松山國小創校時的初期教室。過去廟還設慈善部，由地方人士樂捐，由廟祝請說書人講勸善故事。
廟內有乾隆四十八年（1783年）眾弟子敬獻「利濟參天」橫匾、光緒五年（1879年）福建候補鹽大使華有滋敬贈的「德水靈揚」匾額、光緒年間進士趙鴻敬題之「神之格兮」等匾額。凌霄寶殿有六樓高，內部金碧輝煌，裡面有高十七尺、寬一尺六，由松山耆老林錦銘題寫「寶殿聳凌霄玉宇瑞雲昭日月」、「天門開太極神庥道氣正綱常」之楹聯。
廟內奉祀的註生娘娘，不同於傳統配祀十二位婆姐，而是多一位杜姓、名玉娘的神像，為當地居民感謝她幫人接生卻從不收費而塑。廟附近土地為杜姓家族所有，當時清治時他們因在饒河街經商成功，為感念媽祖保佑，便買下今為松山區公所對面的土地，所有權掛在神明會「杜姓天上聖母」名下，由眾人共同持分，2010年賣出給開發商。
日治時期，列入台北州指定地方級臺灣史蹟名勝天然紀念物。
臺北市政府民政局於1975年將此廟列為三級古蹟，後因1981年正殿失火，使廟方申請撤銷古蹟認定以便進行重建，1985年11月26日由古蹟評鑑小組核准解除古蹟資格。

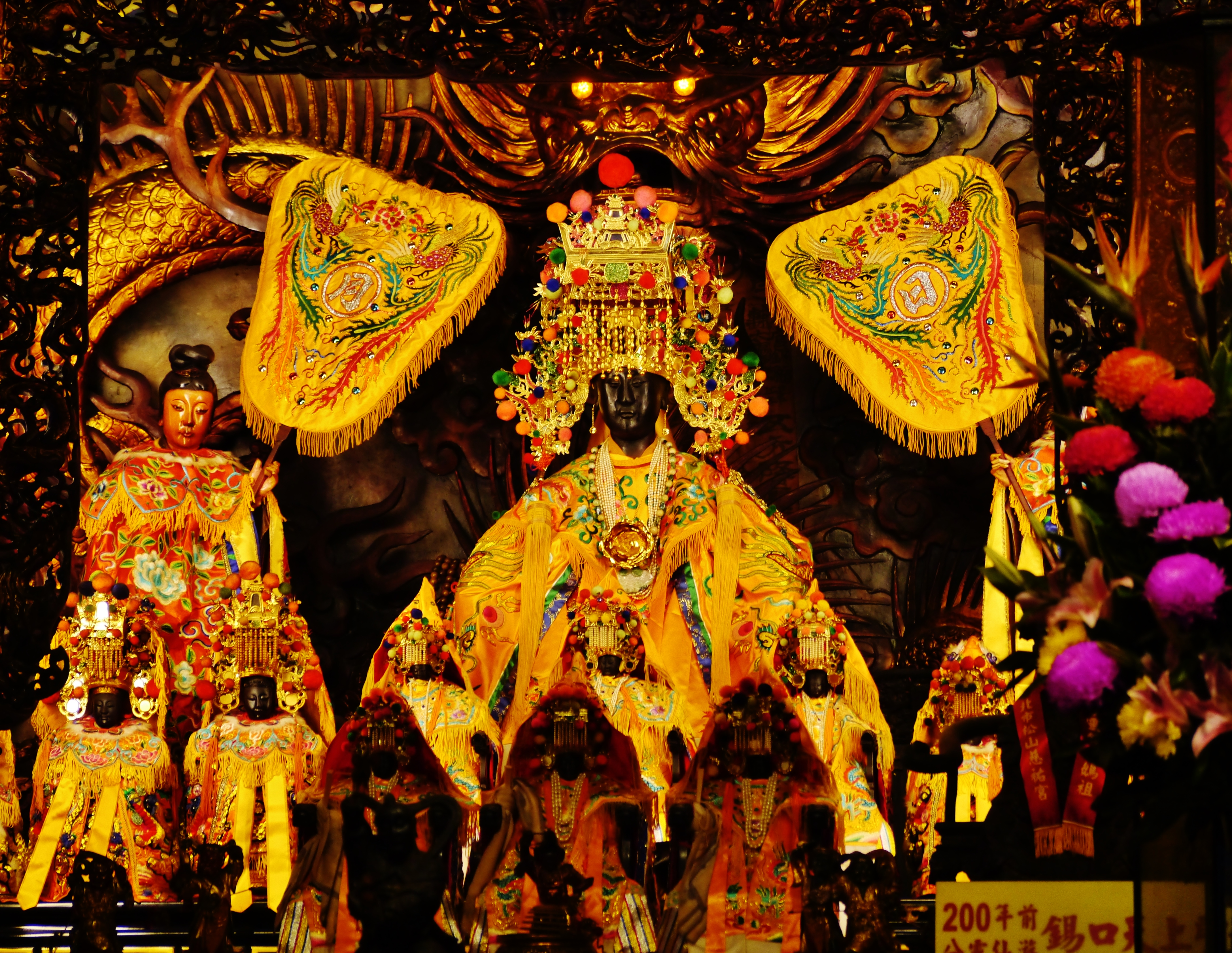
廟主神為黑面媽祖。

## 分靈廟宇
清治時期，來臺灣經商的仙遊縣商人，目睹松山慈祐宮香火繚繞，就在今仙游縣鯉南鎮霞苑村設立分靈廟仙游媽祖總宮-仙霞媽祖廟。錫口媽祖宮還提供資金，供仙游民眾買地蓋廟。因香火鼎盛，仙霞媽祖廟也分靈出九間媽祖廟。文化大革命時，仙霞媽祖廟被拆，當時信士暗藏媽祖神像及宮廟聖意牌，於1991年復建。
2010年，仙霞媽祖廟應大甲鎮瀾宮邀請來臺灣參訪，意外看到松山慈祐宮廟前「錫口」兩字，與仙霞媽祖廟內聖意牌用字一樣，因此確認母廟。2011年10月1日，仙霞媽祖廟董事長嚴清輝率眾董事到慈祐宮，恭請慈祐宮開基八媽祖，到仙霞媽祖廟坐鎮。
爾後，松山慈祐宮透過嚴清輝協助，找到林福遠後代子孫，並有林守義牌位及錫口天上聖母聖意牌原牌為證。

## 歲時祭儀

### 神明春酒
農曆正月初七，廟方會擺起宴席，備茶水、餅乾蜜餞糖果、八寶粥等喜氣的甜品，以代表媽祖請眾神吃春酒。在2014年報導時，該習俗已延續超過二十年。這個習俗的由來，廟方的誦經師陳月嬌表示，多年前慈祐宮媽祖曾託夢給一位誦經師，指示「新春時期，眾人大聲嚷嚷」頗不禮貌，廟方隨即設宴請媽祖息怒，因而春酒宴的習俗也流傳下來。

### 中部進香
至農曆二月，錫口十三街庄的信眾都要到中臺灣香火鼎盛的媽祖廟進香。彰化市市長邱建富曾表示，松山慈祐宮參香團規模稱得上是全臺灣數一數二的，至南瑤宮所搭乘的遊覽車每年動輒都上百輛以上，這兩廟曾因故中斷交流10多年，後他就任市長後，以彰化南瑤宮管理人身分成功爭取該宮恢復參香的傳統。

### 誕辰遶境
臺北市媽祖誕辰遶境，以松山慈祐宮及關渡宮的規模最大。像是參加松山慈祐宮於農曆三月二十五日及二十六日舉行媽祖誕辰遶境的參與地方宮廟就有松山福德宮、松山慈福宮、松山聚福廟、五分埔福德宮、東勢福安宮、車層景福宮、松山進安宮、東勢劍童宮、台北府城隍廟、中崙福成宮、木柵忠順廟、松山水福宮、松山霞海城隍廟。
然而，過去臺北各地祭祀媽祖日期不一，如松山區有農曆三月十六、十七、廿六日，內湖區有農曆二月十五、三月初一，南港區有農曆三月十一、十六、廿六，北投區為農曆正月十五等，直到1970年1月25日臺北市政府公告媽祖祭典統一在農曆三月廿三。該年4月28日，農曆三月廿三，臺北市政府除分別派員到里鄰實地抽查祭典情形外，並由臺北市政府民政局局長柯台山等陪同國家總動員委員會專門委員丁梅薰及內政部、中國國民黨中央委員會人員一行人前往各區巡查，發現僅剩松山有較多人迎神；結果讓柯台山滿意，宣告成功統一同天舉行。
早年遶境十三街庄時全程步行；後部分遶境改以花車替代，恭迎媽祖回鑾路線仍採步行。
在2007年媽祖聖誕遶境，松山慈祐宮除邀請大甲鎮瀾宮、鹿港天后宮、西螺福興宮、新港奉天宮、北港朝天宮等前來，還首開臺灣先例，讓松山媽祖神像從松山機場坐上直升機，從空中灑淨水，共以一小時繞行市區一周，灑水卅六次，最後飛到慈祐宮上空略作停留。

### 輪流過爐
到了農曆四月間，廟方會在錫口十三街庄輪流舉行過爐。如2012年遶境輪到車層庄，次年為中崙庄。但遶境日期則不定。在2月時，會先決定擲筊該街庄某信徒當爐主。過爐當日會有包括獅陣、舞龍、鼓陣等民間技藝陣，沿著值年街庄一帶繞境，比起農曆三月廿三日媽祖生日遊行場面相比，毫不遜色。例如2011年輪到三張犁庄時，早上10點從景勤里出發，遶境嘉興、景聯、中興、景新、三張、三犁、六合、泰和、惠安、雙和，最後於晚上6點再回到景勤里，參與陣頭達一百多個。

### 中元普渡
農曆七月會舉行追薦報恩法會、慶讚中元普渡，開辦盂蘭盆法會、地藏王菩薩聖誕暨開山祖師爺冥誕法會。像是2017年報導時，盂蘭盆法會報名戶數已至少有一萬一千戶，由於參與家戶多，廟方還借路搭帳棚舉辦儀式。

## 建醮慶典
每隔十二年，廟方會舉辦建醮，如1963年、1975年等。在1987年建醮時，興建在松山車站對面廣場的北帝壇醮壇就有高七十公尺、寬一百九十二公尺、深卅六公尺，松山區傳統市場還特地禁售葷物四天。

## 軼事
2003年廟方重鋪地板磚時，董事長陳玉峰圖發起奇想在每層樓梯轉角地磚用卡通人物史努比、無尾熊、大象等可愛動物圖點綴，以增加童趣。脫口秀演員瑞恩在個人Instagram曾分享自己的發現，向網友推薦這是慈祐宮必看點。

## 外部連結
- 官方网站
- 松山慈祐宮的Facebook專頁
- 松山慈祐宮的Instagram帳戶